# Mathew Helm
Pour les articles homonymes, voir Helm (homonymie).
Mathew Helm, né le 9 décembre 1980 à Bourke, est un plongeur australien.

## Biographie
Aux Jeux olympiques d'été de 2004 à Athènes, Mathew Helm remporte tout d'abord la médaille d'argent dans l'épreuve du plongeon sur la plateforme à 10 mètres puis une médaille de bronze dans l'épreuve du plongeon synchronisé à 10 mètres avec Robert Newbery.